# 1 (cifră)

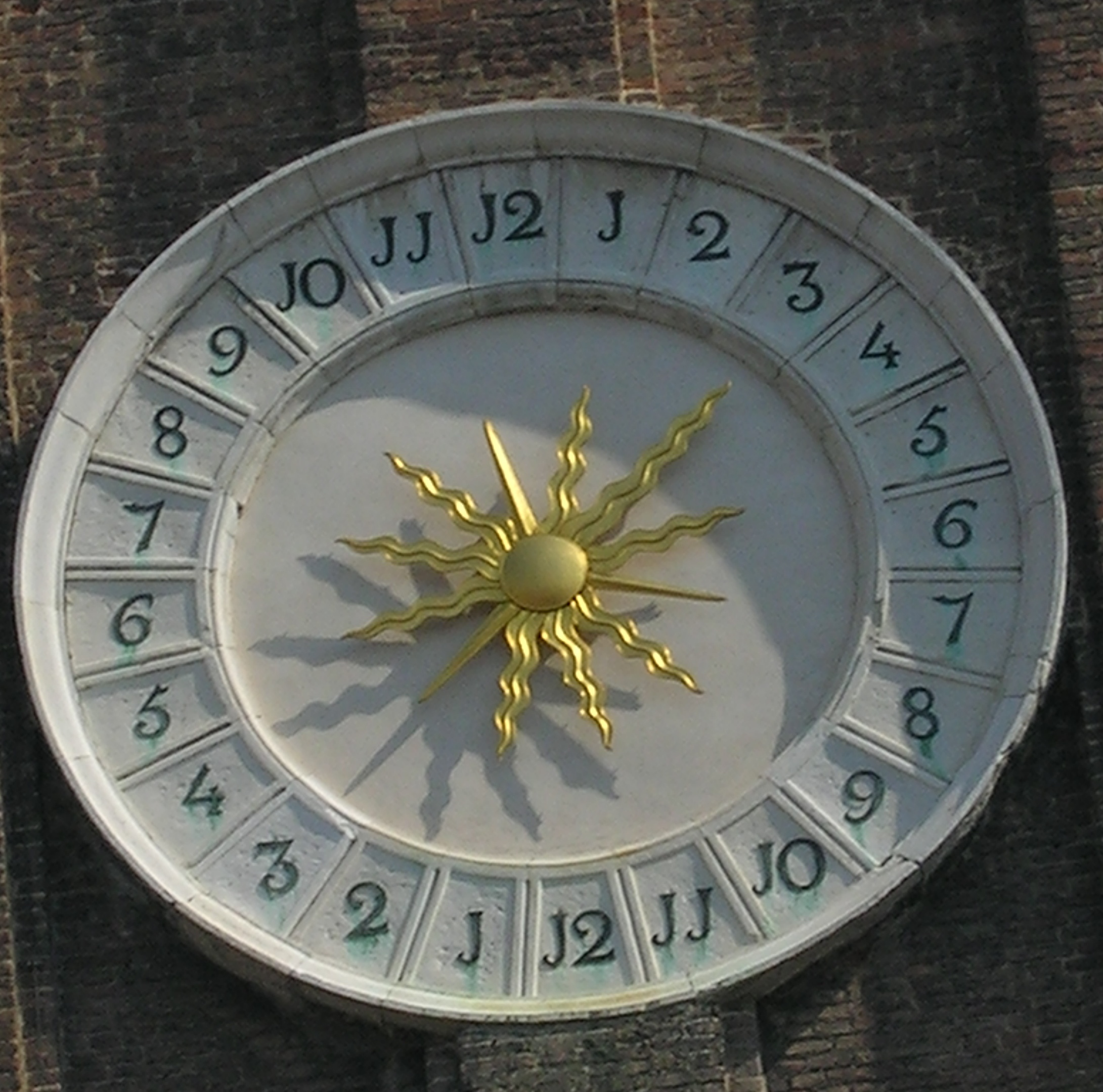
Ceasul cu 24 ore de pe un turn din Veneția, utilizează J ca simbol pentru 1

1 (unu) este un număr natural. Reprezintă o singură entitate, unitatea de numărare sau de măsurare.

## În matematică
- Este primul număr repunit.[1]
- Este un număr prim Mersenne.[2]
- Este un număr harshad în baza 10.[3]
- Este un număr Heegner.[4][5]

## Alte domenii
- +1 este prefixul telefonic internațional al Statelor Unite ale Americii și al Canadei.[6]
- După un an de căsătorie este aniversată nunta de hârtie.[7]